# Rally de Zlín de 2024
El Rally de Zlín de 2024, oficialmente 53.º Barum Czech Rally Zlín, fue la quincuagésima tercera edición y la sexta ronda de la temporada 2024 del Campeonato de Europa de Rally. Se celebró del 16 al 18 de agosto y contó con un itinerario de quince tramos sobre asfalto que sumaban un total de 201,79 km cronometrados.
Tras ocho triunfos consecutivos de Jan Kopecký, el Rally de Zlín tiene nuevo ganador, el también local Dominik Stříteský. Stříteský aprovecho el pinchazo de Kopecký en la quinta especial y a la combinación de lluvia torrencial y neumáticos de seco de Erik Cais en la octava especial para irse el sábado con 21.1 segundos de ventaja sobre Simon Wagner. En la primera especial del domingo Stříteský perdió tiempo debido a un pinchazo lento y en la siguiente especial sufrió un segundo pinchazo lento y tuvo un trompo después de un salto en la segunda pasada por Semetín, aun así logró la victoria (su primera en el ERC) por 19.2 sobre Wagner, la última posición del podio fue para Cais quien en su rally de casa logró su primer podio en el ERC.
En las categorías inferiores, el local Filip Kohn a pesar de su poca experiencia en esta prueba se hizo con la victoria y con el título del ERC Fiesta Rally3 Trophy, la segunda posición la ocupó el turco Kerem Kazaz y el tercer lugar fue para el croata Martin Ravenščak. En el ERC4, el húngaro Patrik Herczig logró su primer triunfo en la categoría por delante del local Daniel Polášek, mientras que otro húngaro Márton Bertalan finalizó tercero.

## Lista de inscritos
| Num.                     | Piloto                   | Copiloto            | Automóvil              | Equipo                        |
| ------------------------ | ------------------------ | ------------------- | ---------------------- | ----------------------------- |
| 1                        | Hayden Paddon            | John Kennard        | Hyundai i20 N Rally2   | BRC Racing Team               |
| 2                        | Efrén Llarena            | Sara Fernández      | Škoda Fabia RS Rally2  | Efrén Llarena                 |
| 4                        | Mathieu Franceschi       | Andy Malfoy         | Škoda Fabia RS Rally2  | Mathieu Franceschi            |
| 5                        | Simone Tempestini        | Sergiu Itu          | Škoda Fabia RS Rally2  | Simone Tempestini             |
| 6                        | Mads Østberg             | Patrik Barth        | Citroën C3 Rally2      | TRT Rally Team                |
| 7                        | Mikołaj Marczyk          | Szymon Gospodarczyk | Škoda Fabia RS Rally2  | Mikołaj Marczyk               |
| 8                        | Andrea Mabellini         | Virginia Lenzi      | Škoda Fabia RS Rally2  | Team MRF Tyres                |
| 9                        | Jon Armstrong            | Eoin Treacy         | Ford Fiesta Rally2     | Jon Armstrong                 |
| 10                       | Simon Wagner             | Jara Hain           | Škoda Fabia RS Rally2  | Eurosol Racing Team Hungary   |
| 11                       | Erik Cais                | Igor Bacigál        | Škoda Fabia RS Rally2  | ACCR Orsák Rally Sport        |
| 12                       | Filip Mareš              | Radovan Bucha       | Toyota GR Yaris Rally2 | ACCR Toyota Dolák             |
| 14                       | Martin László            | Viktor Bán          | Škoda Fabia RS Rally2  | Topp-Cars Rally Team          |
| 15                       | Dominik Stříteský        | Jiří Hovorka        | Škoda Fabia RS Rally2  | Auto Podbabská Škoda Mol Team |
| 16                       | Jan Kopecký              | Jan Hloušek         | Škoda Fabia RS Rally2  | Agrotec Škoda Rally Team      |
| 17                       | Adam Březík              | Ondřej Krajča       | Škoda Fabia RS Rally2  | Samohýl Škoda Team            |
| 18                       | Václav Pech Jr           | Petr Uhel           | Škoda Fabia R5         | EuroOil Team                  |
| 19                       | Aleš Jirásek             | Petr Machů          | Škoda Fabia R5         | PRAGA Automotive              |
| 20                       | Martin Vlček             | Jakub Kunst         | Hyundai i20 N Rally2   | Kowax Racing                  |
| 21                       | Philip Allen             | Dale Furniss        | Škoda Fabia RS Rally2  | Philip Allen                  |
| 22                       | Amaury Molle             | Alex Dubois         | Škoda Fabia Rally2 evo | Team MRF Tyres                |
| 23                       | Jarosław Kołtun          | Ireneusz Pleskot    | Škoda Fabia RS Rally2  | Plon RT                       |
| 24                       | Alberto de Thurn y Taxis | Frank Christian     | Škoda Fabia RS Rally2  | Alberto de Thurn y Taxis      |
| 25                       | Hermann Neubauer         | Bernhard Ettel      | Škoda Fabia RS Rally2  | Hermann Neubauer              |
| 26                       | Jakub Jirovec            | Petr Jindra Jr      | Toyota GR Yaris Rally2 | invelt - s.r.o.               |
| 27                       | Filip Kohn               | Tom Woodburn        | Ford Fiesta Rally3     | Filip Kohn                    |
| 28                       | Kerem Kazaz              | Corentin Silvestre  | Ford Fiesta Rally3     | Atölye Kazaz                  |
| 29                       | Igor Widłak              | Michał Marczewski   | Ford Fiesta Rally3     | Grupa PGS RT                  |
| 30                       | Martin Ravenščak         | Dora Ravenščak      | Ford Fiesta Rally3     | Martin Ravenščak              |
| 31                       | Hubert Kowalczyk         | Jarosław Hryniuk    | Renault Clio Rally3    | Hubert Kowalczyk              |
| 32                       | Aleksandar Tomov         | Dimitar Spasov      | Renault Clio Rally3    | Aleksandar Tomov              |
| 33                       | Robert Kolčák            | Emil Horniaček      | Ford Fiesta Rally3     | Chooligan Racing Team         |
| 34                       | Max McRae                | Cameron Fair        | Peugeot 208 Rally4     | TRT Rally Team                |
| 35                       | Daniel Polášek           | Zdeněk Omelka       | Peugeot 208 Rally4     | Daniel Polášek                |
| 36                       | Márton Bertalan          | Róbert Paizs        | Peugeot 208 Rally4     | TRT Rally Team                |
| 37                       | Patrik Herczig           | Kristóf Varga       | Peugeot 208 Rally4     | HRT Racing Kft.               |
| 38                       | Ekaterina Stratieva      | Georgi Avramov      | Opel Corsa Rally4      | Ekaterina Stratieva           |
| 39                       | Ciprian-Daniel Lupu      | Andrei Aițculesei   | Renault Clio Rally5    | Ciprian Lupu                  |
| Fuente: ewrc-results.com |                          |                     |                        |                               |

## Itinerario
| Día                     | Tramo | Nombre                      | Distancia | Ganador de la etapa   | Automóvil                                    | Tiempo          | Líder de la general |
| ----------------------- | ----- | --------------------------- | --------- | --------------------- | -------------------------------------------- | --------------- | ------------------- |
| Día 1 (16 de agosto)    | -     | Oldřichovice (Shakedown)    | 2.77 km   | Erik Cais             | Škoda Fabia RS Rally2                        | 1:41.9          | -                   |
| Día 1 (16 de agosto)    | SS1   | SSS Zlín                    | 9.57 km   | Simon Wagner          | Škoda Fabia RS Rally2                        | 7:05.5          | Simon Wagner        |
| Día 2 (17 de agosto)    | SS2   | Březová 1                   | 12.73 km  | Adam Březík           | Škoda Fabia RS Rally2                        | 7:34.2          | Adam Březík         |
| Día 2 (17 de agosto)    | SS3   | Kateřinice 1                | 7.49 km   | Erik Cais             | Škoda Fabia RS Rally2                        | 4:17.8          | Adam Březík         |
| Día 2 (17 de agosto)    | SS4   | Rajnochovice 1              | 13.19 km  | Erik Cais             | Škoda Fabia RS Rally2                        | 6:10.4          | Dominik Stříteský   |
| Día 2 (17 de agosto)    | SS5   | Bunč 1                      | 18.04 km  | Erik Cais             | Škoda Fabia RS Rally2                        | 10:58.2         | Dominik Stříteský   |
| Día 2 (17 de agosto)    | SS6   | Březová 2                   | 12.73 km  | Erik Cais Adam Březík | Škoda Fabia RS Rally2                        | 7:30.8          | Dominik Stříteský   |
| Día 2 (17 de agosto)    | SS7   | Kateřinice 2                | 7.49 km   | Erik Cais             | Škoda Fabia RS Rally2                        | 4:15.2          | Dominik Stříteský   |
| Día 2 (17 de agosto)    | SS8   | Rajnochovice 2              | 13.19 km  | Dominik Stříteský     | Škoda Fabia RS Rally2                        | 7:35.2          | Dominik Stříteský   |
| Día 2 (17 de agosto)    | SS9   | Bunč 2                      | 18.04 km  | Tramo cancelado       | Tramo cancelado                              | Tramo cancelado | Dominik Stříteský   |
| Día 3 (18 de agosto)    | SS10  | Semetín 1                   | 11.51 km  | Filip Mareš           | Toyota GR Yaris Rally2                       | 6:46.0          | Dominik Stříteský   |
| Día 3 (18 de agosto)    | SS11  | Pindula 1                   | 16.57 km  | Adam Březík           | Škoda Fabia RS Rally2                        | 9:22.1          | Dominik Stříteský   |
| Día 3 (18 de agosto)    | SS12  | Halenkovice 1               | 16.58 km  | Simon Wagner          | Škoda Fabia RS Rally2                        | 6:59.6          | Dominik Stříteský   |
| Día 3 (18 de agosto)    | SS13  | Semetín 2                   | 11.51 km  | Erik Cais             | Škoda Fabia RS Rally2                        | 6:30.3          | Dominik Stříteský   |
| Día 3 (18 de agosto)    | SS14  | Pindula 2                   | 16.57 km  | Erik Cais Filip Mareš | Škoda Fabia RS Rally2 Toyota GR Yaris Rally2 | 9:10.6          | Dominik Stříteský   |
| Día 3 (18 de agosto)    | SS15  | Halenkovice 2 (Power Stage) | 16.58 km  | Erik Cais             | Škoda Fabia RS Rally2                        | 6:51.6          | Dominik Stříteský   |
| Fuente:ewrc-results.com |       |                             |           |                       |                                              |                 |                     |

### Power stage
El power stage fue una etapa de 16.58 km al final del rally. Se otorgaron puntos adicionales del campeonato europeo a los cinco más rápidos.
| Pos. | Piloto          | Copiloto            | Tiempo | Diferencia | Puntos |
| ---- | --------------- | ------------------- | ------ | ---------- | ------ |
| 1    | Erik Cais       | Igor Bacigál        | 6:51.6 | 0.0        | 5      |
| 2    | Simon Wagner    | Jara Hain           | 6:52.7 | +1.1       | 4      |
| 3    | Hayden Paddon   | John Kennard        | 6:54.7 | +3.1       | 3      |
| 4    | Filip Mareš     | Radovan Bucha       | 6:54.8 | +3.2       | 2      |
| 5    | Mikołaj Marczyk | Szymon Gospodarczyk | 6:55.1 | +3.5       | 1      |

## Clasificación final
| Pos.                     | Piloto                   | Copiloto            | Automóvil              | Tiempo    | Diferencia | Puntos  |
| General                  | General                  | General             | General                | General   | General    | General |
| ------------------------ | ------------------------ | ------------------- | ---------------------- | --------- | ---------- | ------- |
| 1.                       | Dominik Stříteský        | Jiří Hovorka        | Škoda Fabia RS Rally2  | 1:41:56.7 | 0.0        | 30      |
| 2.                       | Simon Wagner             | Jara Hain           | Škoda Fabia RS Rally2  | 1:42:15.9 | +19.2      | 24+4    |
| 3.                       | Erik Cais                | Igor Bacigál        | Škoda Fabia RS Rally2  | 1:42:20.7 | +24.0      | 21+5    |
| 4.                       | Adam Březík              | Ondřej Krajča       | Škoda Fabia RS Rally2  | 1:42:34.6 | +37.9      | 19      |
| 5.                       | Filip Mareš              | Radovan Bucha       | Toyota GR Yaris Rally2 | 1:42:38.3 | +41.6      | 17+2    |
| 6.                       | Efrén Llarena            | Sara Fernández      | Škoda Fabia RS Rally2  | 1:43:19.0 | +1:22.3    | 15      |
| 7.                       | Mikołaj Marczyk          | Szymon Gospodarczyk | Škoda Fabia RS Rally2  | 1:43:55.1 | +1:58.4    | 13+1    |
| 8.                       | Hermann Neubauer         | Bernhard Ettel      | Škoda Fabia RS Rally2  | 1:44:18.1 | +2:21.4    | 11      |
| 9.                       | Jan Kopecký              | Jan Hloušek         | Škoda Fabia RS Rally2  | 1:44:27.7 | +2:31.0    | 9       |
| 10.                      | Václav Pech Jr           | Petr Uhel           | Škoda Fabia R5         | 1:45:12.0 | +3:15.3    | 7       |
| 11.                      | Martin László            | Viktor Bán          | Škoda Fabia RS Rally2  | 1:46:36.2 | +4:39.5    | 5       |
| 12.                      | Hayden Paddon            | John Kennard        | Hyundai i20 N Rally2   | 1:46:47.8 | +4:51.1    | 4+3     |
| 13.                      | Alberto de Thurn y Taxis | Frank Christian     | Škoda Fabia RS Rally2  | 1:46:48.2 | +4:51.5    | 3       |
| 14.                      | Aleš Jirásek             | Petr Machů          | Škoda Fabia R5         | 1:47:19.8 | +5:23.1    | 2       |
| 15.                      | Jarosław Kołtun          | Ireneusz Pleskot    | Škoda Fabia RS Rally2  | 1:47:33.4 | +5:36.7    | 1       |
| ERC3                     |                          |                     |                        |           |            |         |
| 1.                       | Filip Kohn               | Tom Woodburn        | Ford Fiesta Rally3     | 1:53:16.8 | 0.0        | 30      |
| 2.                       | Kerem Kazaz              | Corentin Silvestre  | Ford Fiesta Rally3     | 1:54:48.2 | +1:31.4    | 24      |
| 3.                       | Martin Ravenščak         | Dora Ravenščak      | Ford Fiesta Rally3     | 1:57:47.5 | +4:30.7    | 21      |
| 4.                       | Igor Widłak              | Michał Marczewski   | Ford Fiesta Rally3     | 2:00:09.2 | +6:52.4    | 19      |
| 5.                       | Robert Kolčák            | Emil Horniaček      | Ford Fiesta Rally3     | 2:01:40.4 | +8:23.6    | 17      |
| ERC4                     |                          |                     |                        |           |            |         |
| 1.                       | Patrik Herczig           | Kristóf Varga       | Peugeot 208 Rally4     | 1:54:51.5 | 0.0        | 30      |
| 2.                       | Daniel Polášek           | Zdeněk Omelka       | Peugeot 208 Rally4     | 1:55:39.6 | +48.1      | 24      |
| 3.                       | Márton Bertalan          | Róbert Paizs        | Peugeot 208 Rally4     | 1:56:11.9 | +1:20.4    | 21      |
| 4.                       | Ciprian-Daniel Lupu      | Andrei Aițculesei   | Renault Clio Rally5    | 2:26:14.8 | +31:23.3   | 19      |
| Fuente: ewrc-results.com |                          |                     |                        |           |            |         |